# Cornell Woolrich
Cornell George Hopley-Woolrich, més conegut pels seus pseudònims William Irish o George Hopley (Nova York, 4 de desembre de 1903 - ídem, 25 de setembre de 1968), va ser un escriptor estatunidenc de novel·les policíaques i de misteri.

## Biografia
La seva infància va transcórrer feliç en la seva major part a Mèxic, on el seu pare treballava com a sacerdot. Després del divorci dels seus pares va tornar a Nova York amb la seva mare, una pastissera, el 1918, quan tenia quinze anys. Va estudiar a De Wilt Clinton High i es va doctorar en periodisme la Universitat de Colúmbia. Allà va guanyar un premi de narrativa atorgat per la revista College Humour i la Paramount Pictures, cosa que li va permetre viatjar a Europa i passar una llarga temporada a París. Les seves primeres novel·les -Cover Charge (1926), Children of the Ritz (1927) i Times Square (1929)- fan patent la influència de Francis Scott Fitzgerald. Contràriament a aquest, va tenir èxit i Hollywood el fitxa per adaptar guions. Allà va conèixer a Gloria Blackton, filla del productor de cinema mut J. Stuart Blackton, amb la qual es va casar i va viure tot just unes setmanes abans de divorciar-se el 1933 (Woolrich era un homosexual molt promiscu) i la seva exdona va trobar un diari en el qual l'escriptor relatava aquest tipus d'aventures. Va tornar a Nova York amb la seva mare i va viatjar amb ella per Europa.
La Gran Depressió va afectar la venda dels seus escrits i va haver de dedicar-se a escriure novel·les barates de tipus pulp per encàrrec. Entre 1934 i 1946 va publicar més de 350 relats en diferents revistes: Black Mask, Ellery Queen Mistery Magazine, Digues Detectiu, Detective Fiction Weekly i Argosy, per exemple). També va escriure les següents novel·les:
- The Bride wore Black (1940)
- Black Curtain (1941)
- Black Alibi (1942)
- Phantom Lady (1942)
- Black angel (1943)
- The black path of fear (1944)
- Deadline at dawn (1944)
- Night has a thousand eyes (1945)
- Waltz into Darkness (1947)
- Rendez-vous in Black (1948)
- I married a Dead Man (1948)
- Fright (1950)
- Savage Bride (1950)
- Strangler's Serenade (1951)

Després de la mort de la seva mare el 1957, es va recloure en una habitació d'hotel durant onze anys i es va donar a la beguda, acabant els seus dies malalt d'icterícia, alcohòlic i tolit (se li va amputar una cama gangrenada i va haver d'anar en cadira de rodes). En part, aquesta situació es reflecteix en el seu famós relat portat al cinema amb el títol La finestra indiscreta.
Es va negar a veure els seus pocs amics i va morir el 25 de setembre de 1968. Està enterrat al Cementiri Ferncliff, a Hartsdale, Nova York.
Va deixar a la Universitat de Colúmbia 850.000 $ en memòria de la seva mare, per tal de sufragar beques a joves periodistes.

## Anàlisi
William Irish era un bon estilista, posseïdor d'un cert lirisme romàntic que exalça les víctimes de la injustícia i les equivocacions, un tema en general una mica absent en els altres autors de novel·la negra, dominats pel cinisme. Va destacar com a creador d'efectes atmosfèrics i va ser molt hàbil reproduint les sensacions de fatalitat i angoixa, dosificant a més el suspens de manera genial. Les seves narracions tenen una gran tensió narrativa i en aquestes llueix una acurada descripció dels personatges, però dona massa protagonisme a l'atzar, en detriment de la versemblança, i la seva excessiva producció ha convertit la qualitat de la seva obra en irregular. En els seus relats el detonant de l'acció és una superstició. En els seus millors moments el món de les seves narracions sembla sortit d'un malson, per això se l'ha anomenat "l'Edgar Allan Poe modern". Dins de la novel·la negra, doncs, representa una mena d'encreuament entre el fantasmagòric de la novel·la gòtica i la novel·la negra policial o detectivesca típica, i en això consisteix la seva originalitat. Ha estat, a més, planter inesgotable per guionistes i directors de cinema (Alfred Hitchcock, Jacques Tourneur, François Truffaut, Robert Siodmak…) i compta també amb no poques adaptacions televisives. En total s'han adaptat unes seixanta obres de les seves: 
Francis Nevins divideix les trames de Woolrich en sis tipus:
- 1) La història "negra" de policia (un policia de paisà resol un crim, però d'altres policies sàdics procedeixen en contra per defensar els seus interessos).
- 2) La història "contra rellotge" (el/la protagonista o l'estimat/da es morirà llevat que aconsegueixi resoldre el crim o fer un descobriment sense que el matin a ell o ella).
- 3) La història "oscil·lant" (el protagonista i el seu amor o sentiment es veu amenaçat per la sospita, llavors es clarifica reprenent la confiança en la seva parella, després torna a caure en la sospita encara més gran, després a recuperar la confiança, etc., fins que s'adona que l'altre és un malvat).
- 4) La història nocturna del que es precipita en un problema (les últimes hores d'un home que es converteix en presa en veure's atrapat en la nit d'una ciutat).
- 5) La història de la desaparició (el protagonista troba al seu gran amor, però ella desapareix sense deixar el menor rastre).
- 6) La trama de "l'hora final" (compartir els darrers moments d'un personatge programat per morir-se en un termini concret d'una manera particularment terrible).